# Tårakacia
Tårakacia (Acacia saligna) är en art inom akaciasläktet, familjen ärtväxter, som växer naturligt i sydvästra Australien. Den ingår i skogar och buskskogar.
Tårakacia bildar buskar, ibland med hängande grenar. Fylloiderna är mångformiga, vanligen något skruvade, lansettlika, 3-30 cm långa, 1-8 cm breda. De är gröna med tydlig mittnerv. Blomställningarna är klotformade och sitter på ax i bladvecken. Blommorna är gula och i Australien blommar busken mellan februari och april (hösten).
Denna, och även andra akacior, har i bland annat Sverige oriktigt kallats "mimosa". Mimosa är egentligen det vetenskapliga namnet på sensitivasläktet.
För beståndet är inga hot kända. IUCN listar arten som livskraftig (LC).
I Europa finns arten i botaniska trädgårdar och privata trädgårdar. Ifall den sprids utanför kan den betraktas som invasiv art.